# Ici Interpol
Ici Interpol (Interpol Calling) est une série télévisée britannique en 39 épisodes de 30 minutes en noir et blanc, créée par F. Sherwin Green et diffusée entre le 14 septembre 1959 et le 20 juin 1960 sur ITV.
Au Québec, la série a été diffusée à partir du 13 septembre 1960 à la Télévision de Radio-Canada, et en France à partir du 16 mai 1964 sur RTF Télévision 2, devenu la deuxième chaîne de l'ORTF.

## Synopsis
Cette série met en scène les enquêtes de Paul Duval, chef du bureau d'Interpol à Paris.

## Distribution
- Charles Korvin : Inspecteur Paul Duval
- Edwin Richfield (en) : Inspecteur Mornay

## Épisodes
1. Les Treize Innocents (The Thirteen Innocents)
2. Le jeu de l'argent (The Money Game)
3. Le géant endormi (The Sleeping Giant)
4. Le monstre à deux têtes (The Two-Headed Monster)
5. Titre français inconnu (The Long Weekend)
6. Vous ne pouvez pas mourir deux fois (You Can't Die Twice)
7. Diamant S.O.S. (Diamond S.O.S.)
8. Titre français inconnu (Private View)
9. Mort à l'arrivée (Dead on Arrival)
10. Titre français inconnu (Air Switch)
11. Titre français inconnu (The Angola Brights)
12. Le Masque chinois (The Chinese Mask)
13. Bateau négrier (Slave Ship)
14. L'homme est un clown (The Man's a Clown)
15. Titre français inconnu (Last Man Lucky)
16. Pas de fleurs pour Onno (No Flowers for Onno)
17. Mr. George (Mr. George)
18. Titre français inconnu (The Thousand Mile Alibi)
19. Loi de la piraterie (Act of Piracy)
20. Jeu pour trois mains (Game for Three Hands)
21. Titre français inconnu (The Collector)
22. L'Héritière (The Heiress)
23. Paiement anticipé (Payment in Advance)
24. Échec et mat (Checkmate)
25. Doigts de culpabilité (The Girl with Grey Hair)
26. La Fille avec des cheveux gris (Cargo of Death)
27. De première instance au ruisseau Cranby (Trial at Cranby's Creek)
28. Titre français inconnu (Ascent to Murder)
29. Titre français inconnu (Slow Boat to Amsterdam)
30. Chantage Blanc (White Blackmail)
31. Un corps étranger (A Foreign Body)
32. Titre français inconnu (In the Swim)
33. Les trois clés (The Three Keys)
34. Huit jours inclus (Eight Days Inclusive)
35. Être sur son trente-et-un (Dressed to Kill)
36. Cargo de la Mort (Fingers of Guilt)
37. Desert Salut-Jack (Desert Hi-Jack)
38. Pipeline (Pipeline)
39. L'Absent Assassin (The Absent Assassin)